# نيغارا بالي
نيغارا بالي (بالإنجليزية: Negara, Bali)‏ هي district of Indonesia تقع في إندونيسيا في Jembrana Regency.